# 龙冈站
龍岡站（：／ Ryonggang yŏk */?）是朝鮮民主主義人民共和國南浦特别市龙冈郡的一個鐵路車站，属于平南线和龙冈线。

## 历史
- 1910年10月16日：开始使用[1]。

## 邻近车站
平南线
江西站 - 龍岡站 - 葛川站
龍岡線
龍岡站 - 龙湖站